# Un père inattendu
 (janvier 2025).
Un père inattendu est un téléfilm français réalisé par Alain Bonnot et diffusé en 1998.

## Synopsis
Cécile, mère adoptive de Benjamin, craint que l'équilibre familial soit bouleversé par l'arrivée du père biologique de celui-ci dans sa vie.

## Fiche technique
- Réalisation : Alain Bonnot
- Scénario : Anne Fabien, Jacques Gelat, Nicole Jamet
- Durée : 95 minutes
- Pays de production :  France
- Durée :
- Date de sortie : 1998

## Distribution
- Yves Rénier : Francis Haudrant
- Grace de Capitani : Cécile
- Pierre-Quentin Faesch : Benjamin
- François-Régis Marchasson : Marc
- Marie Arnaudy : Véronique
- Marion Game : Suzanne, la mère de Cécile
- Maud Rayer : Lise
- Hannah Cailloux : Sophie
- Françoise Armelle : Mme Muller